# Phaolô Maria Cao Đình Thuyên
Phaolô Maria Cao Đình Thuyên (7 tháng 1 năm 1927 - 29 tháng 8 năm 2022) là một giám mục người Việt Nam của Giáo hội Công giáo Rôma. Ông từng đảm trách vai trò Giám mục chính tòa của Giáo phận Vinh trong suốt 10 năm từ năm 2000 đến năm 2010. Khẩu hiệu Giám mục của ông là "Cùng chịu đóng đinh vào Thập Giá Đức Kitô".

## Thân thế và tu tập
Giám mục Cao Đình Thuyên sinh ngày 7 tháng 1 năm 1927. Có nguồn tin ghi nhận ngày sinh của ông là ngày 7 tháng 12 năm 1926 tại giáo họ Tràng Lưu, giáo xứ Tràng Lưu, nay thuộc xã Lộc Yên, huyện Hương Khê, tỉnh Hà Tĩnh, thuộc Giáo phận Vinh (nay khu vực này thuộc Giáo phận Hà Tĩnh). Thân sinh là ông Gioan Baotixita Cao Đình Tùng (qua đời năm 1967) và bà Anna Nguyễn Thị Đích (qua đời năm 1968).
Năm 11 tuổi ông được linh mục Phaolô Kim quản xứ Thượng Nậm đã nhận đỡ đầu và gửi đi Trường Tập Xuân Phong, đến ngày 13 tháng 8 năm 1938 thì nhập học tại đây. Sau đúng bốn năm tại trường tập, cậu bé Thuyên được cho học tiếp tại tiểu chủng viện Xã Đoài. Sau khi hoàn thành chương trình tiểu chủng viện, năm 1950, chủng sinh Phaolô Cao Đình Thuyên quyết định về giúp Sở Quản lý Nhà chung Xã Đoài. Đầu năm 1955, chủng sinh Thuyên được mời gọi tiếp tục con đường tu học tại Đại chủng viện Xã Đoài.
Con đường thăng tiến của chùng sinh Thuyên diễn ra khá nhanh: ngày 1 tháng 5 năm 1957, được gia nhập hàng giáo sĩ. Hai tháng sau đó, ngày 21 tháng 12, ông chịu các chức nhỏ. Hơn một năm sau, ngày 31 tháng 1 năm 1959, chủng sinh Thuyên trở thành Phụ phó tế rồi nhanh chóng trở thành Phó tế vào ngày 1 tháng 2 năm 1960.

## Linh mục
Ngày 14 tháng 5 năm 1960, Phó tế Cao Đình Thuyên được cử hành nghi thức truyền chức linh mục do Giám mục Gioan Baotixita Trần Hữu Đức chủ sự. Sau khi được truyền chức, vị linh mục trẻ tuổi được bổ nhiệm làm linh mục quản xứ Quy Hậu vào ngày 12 tháng 7 cùng năm. Linh mục Thuyên đã cử hành các nghi thức mục vụ tại giáo xứ miền núi này trong suốt 11 năm.
Ngày 13 tháng 8 năm 1971, linh mục Phaolô Thuyên được chọn đảm nhiệm vai trò quản lý Tòa giám mục. Trong vai trò quản lý Tòa Giám mục, năm 1977, linh mục Cao Đình Thuyên cho khởi công tái thiết nhà thờ chính tòa Xã Đoài. Ba năm sau khi khởi công, năm 1980, linh mục đoàn bầu chọn ông làm linh mục Tổng Đại diện Giáo phận Vinh. Ngoài ra, ông còn kiêm thêm vị trí linh mục Quản hạt của 2 giáo hạt Nhân Hòa và Xã Đoài.

## Giám mục
Ngày 6 tháng 7 năm 1992, Tòa Thánh công bố việc Giáo hoàng đã tuyển chọn linh mục Phaolô Cao Đình Thuyên, Tổng đại diện Giáo phận Vinh, làm Giám mục phó Giáo phận này. Mãi đến ngày 1 tháng 11 cùng năm, Tông sắc Tòa Thánh bổ nhiệm làm Giám mục phó mới về đến Giáo phận. Lễ tấn phong cho Tân giám mục được cử hành cách trọng thể sau đó vào ngày 19 tháng 11 năm 1992, với phần nghi thức được chủ sự bởi vị chủ phong là Giám mục Phêrô Gioan Trần Xuân Hạp, giám mục chính tòa giáo phận Vinh. Ngoài ra còn có hai vị phụ phong là Giám mục Phaolô Giuse Phạm Đình Tụng, giám mục chính tòa Giáo phận Bắc Ninh, giám quản Tông Tòa Tổng giáo phận Hà Nội và giám mục Giuse Maria Nguyễn Tùng Cương, giám mục chính tòa Giáo phận Hải Phòng. Tân giám mục Thuyên chọn cho mình khẩu hiệu: “Cùng chịu đóng đinh vào thập giá với Đức Kitô” (Gl 2, 19).
Ngày 11 tháng 12 năm 2000, Giám mục phó Cao Đình thuyên kế vị chức vị Giám mục chính tòa, thay thế Giám mục Phêrô Gioan Trần Xuân Hạp nghỉ hưu. Tháng 7 năm 2009, ông cùng các giám mục Việt Nam thực hiện chuyến viếng thăm Tòa Thánh Ad Limina. Trong chuyến đi này, ông viếng thăm các hội đoàn và ân nhân đã giúp đỡ giáo phận Vinh. Giám mục Cao Đình Thuyên được gọi là giám mục trên từng cây số vì hành trình mục vụ của ông được thực hiện khắp ba tỉnh thành Việt Nam là Nghệ An, Hà Tĩnh và Quảng Bình, thuộc giáo phận Vinh trước chia tách.  Trong thời gian đảm nhiệm vai trò giám mục giáo phận, giám mục Cao Đình Thuyên đã đến thăm tất cả các giáo xứ và gần 400 giáo họ trên địa bàn giáo phận (gần như tất cả số giáo họ) trên địa bàn giáo phận Vinh cũ, hay thuộc hai giáo phận Vinh và Hà Tĩnh. Giám mục Cao Đình Thuyên còn được [giáo dân Công giáo] đặt cho những danh hiệu khác như Ông tiên, vị Giám mục lập kỷ lục đắc nhân tâm.
Trong thời gian đảm nhận vai trò giám mục chính tòa, giám mục Cao Đình Thuyên là chủ phong cho 104 phó tế và linh mục; thiết lập 30 giáo xứ trong địa bàn giáo phận, tái thiết và thành lập các họ đạo, sáp nhập 6 giáo xứ phía Nam sông Gianh, được chuyển từ Tổng giáo phận Huế vào năm 2005. Ông cũng đã cho phép thành lập nhiều đoàn thể, ban ngành và hội đoàn Công giáo Giáo phận Vinh.

## Hưu dưỡng và qua đời
Ngày 13 tháng 5 năm 2010, Giáo hoàng Biển Đức XVI chấp nhận đơn xin từ nhiệm của Giám mục chính tòa Giáo phận Vinh của Giám mục Cao Đình Thuyên và chức vụ Tổng giám mục Tổng giáo phận Hà Nội Giuse Ngô Quang Kiệt, ngoài ra, giáo hoàng đồng thời quyết định bổ nhiệm linh mục Phaolô Nguyễn Thái Hợp, hiện là Giám đốc học vụ tỉnh dòng Đa Minh, chủ nhiệm câu lạc bộ Phaolô Nguyễn Văn Bình làm tân Giám mục chính tòa kế vị giám mục Thuyên về hưu. Ngày 23 tháng 7 cùng năm, ông là Giám mục chủ phong cho Giám mục Hợp – người kế vị mình.
Ngày 7 tháng 12 năm 2015, giáo phận Vinh tổ chức lễ mừng thọ 90 tuổi cho giám mục Cao Đình Thuyên và kỉ niệm 55 năm linh mục cho ông.
Tháng 7 năm 2016, giám mục Cao Đình Thuyên bị ngã và được đưa đi cấp cứu tại Bệnh viện 115, sau đó được chuyển ra Bệnh viện Việt Đức, Hà Nội điều trị. Ngày 16 tháng 11 năm 2017, giáo phận Vinh đã tổ chức lễ kỉ niệm 25 năm giám mục cho ông tại nhà thờ chính tòa Xã Đoài. Đồng tế lễ có giám mục Nguyễn Thái Hợp và Giám mục phụ tá Phêrô Nguyễn Văn Viên và đông đảo linh mục và giáo dân.
Trong thời gian hưu dưỡng, Giám mục Thuyên vẫn có đủ sức khỏe để thực hiện các công việc mục vụ tại hai giáo phận Vinh và Hà Tĩnh (trong địa bàn ba tỉnh Nghệ-Tĩnh-Bình).
Giám mục Phaolô Maria Cao Đình Thuyên qua đời lúc 13 giờ ngày 29 tháng 8 năm 2022 tại bệnh viện Hữu nghị Đa khoa Nghệ An, thành phố Vinh. Trong hai ngày 30 và 31 tháng 8, thi hài cố giám mục được quàn tại Nhà thờ chính tòa Xã Đoài và trong mỗi ngày tổ chức 6 thánh lễ để cầu nguyện. Hơn 500 phái đoàn và hàng chục nghìn giáo dân đã đến viếng thi hài và cầu nguyện cho cố giám mục. Tổng trưởng Bộ Loan báo Tin Mừng (Bộ Truyền giáo) Tòa Thánh Luis Antonio Tagle và Đại diện Giáo hoàng không thường trú tại Việt Nam, Tổng giám mục Marek Zalewski và Hội đồng Giám mục Việt Nam đã gửi điện thư chia buồn đến hai giáo phận Vinh và Hà Tĩnh.
Thánh lễ an táng được cử hành vào lúc 8 giờ 30 phút ngày 1 tháng 9 tại Nhà thờ chính tòa Xã Đoài, Giáo phận Vinh. Chủ tế là Giám mục Anphong Nguyễn Hữu Long và cùng đồng tế có các giám mục, đức ông, các linh mục trong và ngoài giáo phận Vinh và Hà Tĩnh. Nghi thức phó dâng và từ biệt do Giám mục Phêrô Nguyễn Văn Viên chủ sự.
Cộng đồng giáo dân giáo phận Vinh di cư đang sinh sống ngoài lãnh thổ giáo phận Vinh tổ chức các lễ cầu nguyện cho cố giám mục. Các buổi lễ được cử hành tại London, Anh (1 tháng 9), Scotland (30 tháng 8), Bắc California, Hoa Kỳ (ba lễ; 3 và 4 tháng 9), Đài Loan (4 tháng 9), miền Nam Việt Nam (3 tháng 9), Hà Nội (1 tháng 9).

## Tông truyền
Giám mục Phaolô Maria Cao Đình Thuyên được tấn phong giám mục năm 1992, thời Giáo hoàng Gioan Phaolô II, bởi:
- Giám mục Chủ phong: Phêrô Gioan Trần Xuân Hạp, giám mục chính tòa giáo phận Vinh.
- Hai giám mục Phụ phong: Phaolô Giuse Phạm Đình Tụng, giám mục chính tòa Giáo phận Bắc Ninh, giám quản Tông Tòa Tổng giáo phận Hà Nội và Giuse Maria Nguyễn Tùng Cương, giám mục chính tòa Giáo phận Hải Phòng.

Giám mục Phaolô Maria Cao Đình Thuyên là Giám mục Chủ phong cho giám mục:
- Năm 2010, giám mục Phaolô Nguyễn Thái Hợp, hiện là nguyên giám mục chính tòa Giáo phận Hà Tĩnh.

Giám mục Phaolô Maria Cao Đình Thuyên là Giám mục Phụ phong cho giám mục:
- Năm 2004, giám mục Giuse Nguyễn Chí Linh, hiện đang là Tổng giám mục đô thành Tổng giáo phận Huế.